# SURFACE (アルバム)
『SURFACE』（サーフィス）は、SURFACEの初のベストアルバム。2001年12月19日にキティMMEより発売された。

## 解説
- デビューから3年の軌跡を辿る初のベストアルバム。
- シングルから「ヌイテル?」「ボクハミタサレル」を除く10曲と3枚のオリジナルアルバムから人気の高かった5曲が選曲されている。オリジナルアルバム未収録だった「なにしてんの」のカップリング「Room」は本作でアルバム初収録された。アルバムの最後に未発表音源が収録されている。
- 初回のみカラーケース仕様、プレゼントの応募はがき封入。

## 収録曲
1. それじゃあバイバイ
作詞・作曲：SURFACE、編曲：SURFACE・武部聡志
  - 1stシングル
2. さぁ
作詞・作曲・編曲：SURFACE
  - 3rdシングル
3. 御褒美
作詞・作曲・編曲：SURFACE
4. 空っぽの気持ち
作詞：椎名慶治・野口圭、作曲：SURFACE、編曲：SURFACE・武部聡志
  - 冒頭の缶を蹴る音の部分がカットされている。
5. switch
作詞：椎名慶治・野口圭、作曲・編曲：SURFACE
6. らしさ らしく
作詞・作曲・編曲：SURFACE
7. Room
作詞：椎名慶治・野口圭、作曲・編曲：SURFACE
  - 4thシングル「なにしてんの」のカップリング曲。
8. 君の声で 君のすべてで…
作詞・作曲・編曲：SURFACE
  - 6thシングル
9. as ever -s.mix-
作詞・作曲・編曲：SURFACE
  - 12thシングル。ベストアルバム収録にあたってアレンジが異なっている。
10. なにしてんの
作詞・作曲・編曲：SURFACE
  - 4thシングル
11. なあなあ -Fate mix-
作詞・作曲・編曲：SURFACE
  - 5thシングル。アルバム｢Fate｣に収録されたバージョン。
12. Super Funky
作詞・作曲・編曲：SURFACE
13. ゴーイング my 上へ
作詞・作曲・編曲：SURFACE
  - 8thシングル
14. .5 (HALF)
作詞・作曲・編曲：SURFACE
  - 10thシングル
15. その先にあるもの -ROOT MIX-
作詞・作曲・編曲：SURFACE
  - 11thシングル。アルバム｢ROOT｣に収録されたバージョン。
16. ジレンマ
作詞・作曲・編曲：SURFACE
  - 2ndシングル
17. alibi
作詞・作曲・編曲：SURFACE
  - 未発表音源